# Edat Daurada dels còmics
L' Edat d'Or dels còmics (referit als comic books) descriu una època dels còmics nord-americans des de finals de la dècada de 1930 fins al voltant de 1950. Durant aquest temps, els còmics moderns van ser publicats per primera vegada i van augmentar ràpidament en popularitat. Es va crear l'arquetip dels superherois i es van introduir molts personatges coneguts, inclosos Superman, Batman, Captain Marvel (posteriorment conegut com a Shazam!), Namor, Capità Amèrica i Wonder Woman.

## Origen del terme
El primer ús registrat del terme "Golden Age" va ser a càrrec de Richard A. Lupoff en un article, "Re-Birth", publicat al primer número del fanzine Comic Art a 1961.

## Història

### Naixement dels superherois
Un esdeveniment citat per molts marcant el començament de l'Edat Daurada va ser el debut el 1938 de Superman a Action Comics nº1, publicat per Detective Còmics (l'editorial que, després de la fusió amb altres empreses, s'anomenaria National Comics i en l'actualitat DC Comics). La popularitat de Superman va convertir el comic book en una branca important de la indústria editorial, portant a empreses rivals a crear els seus propis superherois per tractar d'emular l'èxit de Superman.

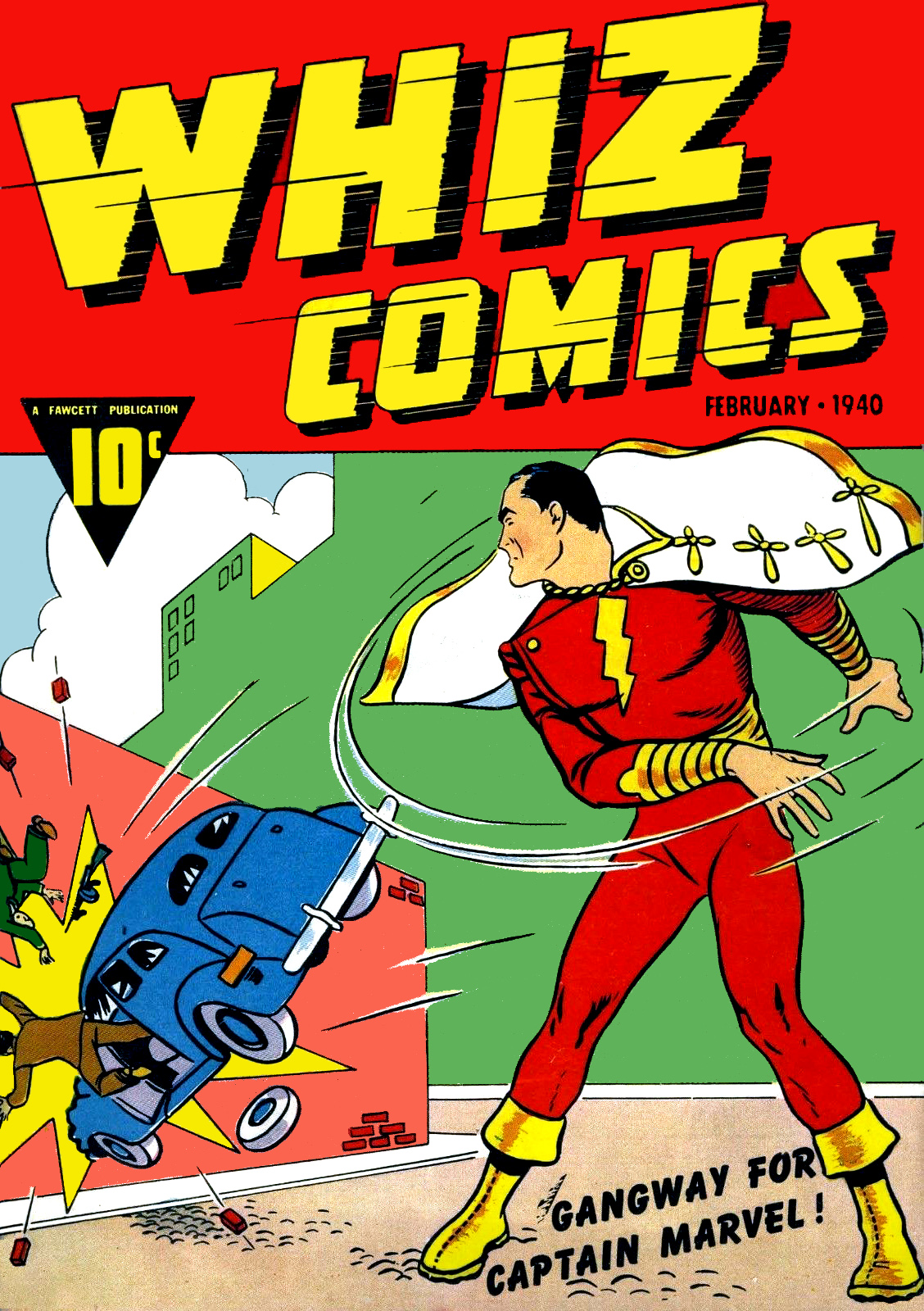
El Captain Marvel de Fawcett Comics a la seva primera aparició.

### Segona Guerra Mundial
Entre 1939 i 1941 Detective Comic i la seva empresa germana, All-American Publications, van introduir superherois tan populars com Batman i Robin, Wonder Woman, Flash, Green Lantern, Doctor Fate, Atom, Hawkman, Green Arrow i Aquaman. El predecessor de Marvel Comics als anys 40, Timely Comics, va vendre milions de còmics amb les sèries que protagonitzaven la Human Torch original, Namor, l'home submarí i Capità Amèrica. Tot i el reconeixement actual als personatges de DC i Timely les xifres de circulació suggereixen que el títol superheroic que millor venia era el Captain Marvel de Fawcett Comics amb vendes del voltant de 1,4 milions de còpies per número. El còmic va arribar a ser publicat quinzenalment per capitalitzar la seva popularitat.
Els herois patriòtics que portaven els colors vermell, blanc i blau de la bandera van ser especialment populars durant la segona guerra mundial després del debut de The Shield d'Archie Comics el 1940. Molts herois d'aquest període van lluitar contra les potències de l'Eix, amb portades com la de Captain America Comics # 1 (data de portada de març de 1941) que mostra el protagonista golpejant al líder nazi Adolf Hitler, en una imatge icònica però simbòlica, ja que a les pàgines interiors només hi apareixien nazis ficticis.
Mentre els còmics van créixer en popularitat, els editors van anar llançant nous títols que van expandir el sector en diversos gèneres. Els personatges no superherois de Dell Comics (sobretot els còmics procedents dels dibuixos animats de Walt Disney) van superar les vendes dels còmics de superherois. Els editors van presentar personatges de llicències de pel·lícules i literaris com Mickey Mouse, l'ànec Donald, Roy Rogers i Tarzan. Va ser durant aquesta època que el notable artista i escriptor de l'ànec Donald, Carl Barks, va tenir una gran rellevància. A més, la introducció d'Archie Andrews a Pep Comics # 22 (desembre de 1941) va donar lloc als còmics d' humor adolescent, amb el personatge d'Archie Andrews que va continuar apareixent als còmics fins al segle xxi.

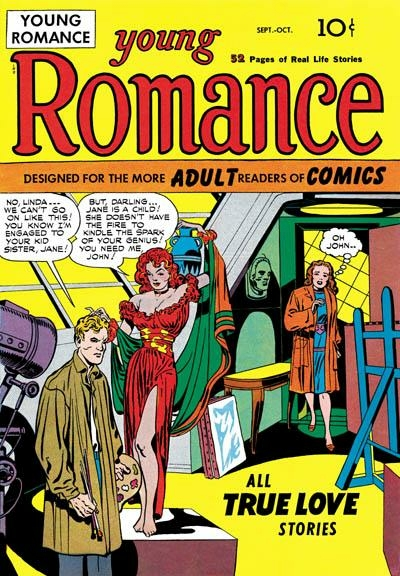
Young Romance núm. 1 (1947), pioner dels còmics romàntics. Art de Joe Simon i Jack Kirby.

### Després de la guerra
A la fi dels anys quaranta, la popularitat dels còmics de superherois va disminuir fet que per molts, va marcar el final de l'edat d'or, però no hi ha una delimitació definida. Per mantenir l'interès del lector, els editors de còmics es van diversificar en altres gèneres, com ara els còmics bèl·lics, els còmics de l'oest, la ciència-ficció, el romàntics, els detectivescs i els de terror. Molts títols de superherois van ser cancel·lats o convertits a altres gèneres.
El còmic didàctic Dagwood Splits the Atom (1949) va utilitzar personatges de les tires còmica Popeye, Blondie i Mandrake the Magician. Segons l'historiador Michael A. Amundson, els atractius personatges dels comics van ajudar a alleujar la por dels joves lectors a la guerra nuclear i neutralitzar l'ansietat sobre les preguntes plantejades pel poder atòmic. Va ser durant aquest període que van debutar els primers còmics d'humor de llarga durada, incloent Mad d'EC i l'Oncle Garrepa de Carl Barks, a Four Color Comics de Dell (tots dos en 1952).
El 1953, la indústria dels còmics va patir un revés quan es va crear el Subcomitè del Senat dels Estats Units per a la delinqüència juvenil per investigar el problema de la delinqüència juvenil. Després de la publicació de Seduction of the Innocent de Fredric Wertham l'any següent, que va afirmar que els còmics provocaven un comportament il·legal entre els menors d'edat, els editors de còmics, com William Gaines, de la EC van ser citats per donar testimoni en audiències públiques. Com a resultat es va crear la Comics Code Authority per part de l'Associació d'Editors de Revistes de Còmics per vetllar per l'autocensura de les publicacions de còmics. En aquest moment, la EC va cancel·lar els seus títols de crim i horror i es va centrar principalment en Mad.
Els únics còmics de superherois de DC que van continuar publicant-se al llarg dels anys 50 van ser Action Comics, Adventure Comics, Detective Comics, Batman, Superboy, Superman, Wonder Woman i World's Finest Comics. The Human Torch Comics de Timely Comics va ser cancel·lada amb el número 35 (març de 1949) i Marvel Mystery Comics, on apareixia el personatge, fins al número 93 (agost 1949) es va convertir en el còmic de terror Marvel Tales. Sub-Mariner Comics va ser cancel·lada amb el número 42 (juny de 1949) i Captain America Comics, que per aquells dies s'anomenava Captain America's Weird Tales, amb el número 75 (febrer de 1950). Black Cat de Harvey Comics va ser cancel·lada el 1951 i es va reiniciar com a còmic d'horror més tard aquell mateix any amb el títol de Black Cat Mystery, Black Cat Mystic i, finalment, com Black Cat Western per als dos últims números, que inclouen històries de Black Cat. Daredevil de Lev Gleason Publications, va ser eliminada del seu títol pels Little Wise Guys el 1950. Whiz Comics, Master Comics i Captain Marvel Adventures de Fawcett Comics van ser cancel·lats el 1953 i The Marvel Family va ser cancel·lada l'any següent. L'inici de l'Edat de Plata dels còmics es considera generalment el debut del primer superheroi reeixit des de l'Edat d'Or, el nou Flash de DC Comics, a Showcase núm. 4 (octubre de 1956).

## Aspectes artístics

### Escriptura
L’art d’explicar històries als còmics de l’època daurada es caracteritza sobretot per la seva relativa buidor, que arriba fins a l’absència d’un fil narratiu. Les històries són simplistes i només mostren la lluita d'un heroi contra un dolent., cosa que resulta en guions mediocres que no poden millorar la qualitat general dels còmics. Tanmateix, és l'escriptura el que constitueix l'element essencial dels còmics, perquè el dibuix serveix més per il·lustrar que per avançar la història. Aquest predomini de l'escriptura està marcat per l’ús del caixetí, que descriu el que passa a la vinyeta o serveix per enllaçar les accions presentades; aquestes caixes descriptives s'han de comparar amb els intertítols que s'utilitzen al cinema mut. Els diàlegs, en canvi, són pobres i de cap manera pretenen provocar la reflexió del lector. Finalment, la paraula escrita es troba també als globus que s'utilitzen per mostrar el pensament dels personatges.

### Dibuix

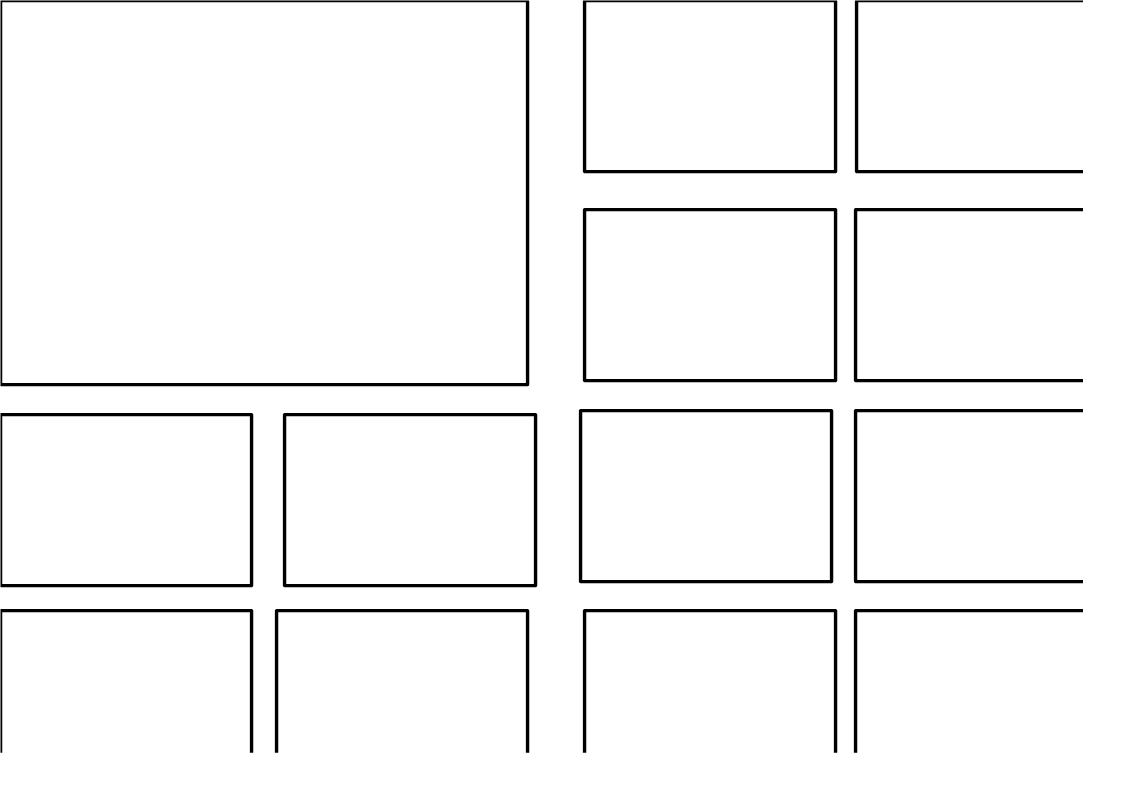
Exemple d'estructura de vinyetes utilitzat en els còmics.

Al començament de l'Edat d'Or, els dibuixos eren de molt baixa qualitat, més encara que en comparació amb les gran sèries de tires còmiques de l'època. El dibuix no es veu com un art, sinó com una eina al servei d'una història senzilla. Des d’aquesta perspectiva, el dibuix en si és senzill, sense investigacions originals. Els artistes veien aquesta professió com un pas cap a un treball més seriós, per exemple, el de dissenyador publicitari. No obstant, això no afecta les vendes. El disseny segueix un patró clàssic que consisteix en un planxa, en la majoria dels casos amb vuit vinyetes. Aquesta opció està dictada inicialment pel format de les tires que s'utilitzen per crear el còmic. La primera pàgina de la història parteix d’aquest marc agrupant sovint les primeres quatre caixes en una sola, cosa que permet presentar l’heroi. Poc a poc, aquest dibuix es va estenent i acabarà ocupant tota la primera pàgina. Tot i que la forma mateixa de la caixa, o fins i tot la seva absència, es pot utilitzar per crear significat (com la presència d’una caixa llarga envoltada de caixes més petites que dona la impressió d’una durada de l’acció més gran). En aquell moment aquests efectes eren desconeguts. Les pàgines conserven un format on cada vinyeta es tracta com la imatge d’una acció introduïda en la seva realització, sense que aparegui cap reflex sobre la seqüencialitat.
El disseny de la portada té les seves pròpies peculiaritats. Ha d’atraure el lector potencial que pugui triar entre desenes de còmics i tots els mitjans són bons per assolir aquest objectiu. Els colors són brillants, fins i tot vistosos, les escenes representades sovint són violentes, fins i tot cruentes, i no oviten infondre erotisme. Aquestes portades poden no estar relacionades amb el contingut del còmic, com ja passava amb les portades de pulps.

## Raons de l'èxit
Els còmics de l'època daurada tenen molt èxit malgrat els guions o els dibuixos sovint són febles. Els artistes surten del conjunt mediocre i la qualitat de les obres millora amb el pas dels anys, però, segons la crítica, no és això el que explica l'atracció important de la població pel còmic. El primer motiu que es planteja és la concordança entre les expectatives del públic i l'oferta editorial. Mentre els Estats Units van patir les conseqüències de la Gran Depressió de 1929, els còmics van oferir històries que permetien al lector escapar de la seva ombrívola i difícil vida quotidiana i això és més cert quan els personatges són superherois. A més, el baix preu d'aquestes revistes, que sovint tenen més de 64 pàgines, facilita l'accés dels infants i adolescents a aquesta literatura dibuixada.
S'han proposat altres explicacions, més psicològiques. Totes parteixen de la noció general d'identificació, que suposa que el destinatari d'una obra narrativa s'identifica amb els personatges de la història. El còmic, gràcies a la simplificació de les característiques, facilita aquesta identificació i l'aspecte meravellós dels herois afegeix un atractiu addicional. Personatges com Superman de fet tenen una doble identitat: Clark Kent és un individu normal, com el lector, però també és Superman que derrota tots els seus enemics. Si avança la identificació, l'èxit augmenta i el nen prefereix Captain Marvel que és el doble superheroic d'un preadolescent semblant al lector. De la mateixa manera, segons el doctor Fredric Wertham, els còmics també atrauen als joves presentant imatges violentes i sexualitzades. Encara que, de manera natural, el nen no busqui aquest tipus d'imatges, està sotmès a la pressió del grup i per costum finalment buscarà satisfer un desig fictici llegint còmics.